# بروكوب العظيم
بروكوب العظيم (باللغة التشيكية: Prokop Veliký ) أو بروكوب الكبير  أو بروكوب الأصلع أو المحَلوق (حوالي 1380 – 30 مايو 1434) كان جنرالًا هوسيتيًا تشيكيًا وقائدًا عسكريًا بارزًا من الهوسيت المتطرفين التابوريت خلال الحروب الهوسيتية. من جهة والدته، جاء من عائلة باتريكية ألمانية بوهيمية تعيش في براغ.
في البداية، كان بروكوب عضوًا في الأوتراكويين (الجناح المعتدل للهوسيت)، ينتمي بروكوب إلى عائلة بارزة تتحدث الألمانية من براغ. درس في براغ، ثم سافر لعدة سنوات في بلدان أجنبية. عند عودته إلى بوهيميا، ورغم كونه كاهنًا، أصبح القائد الأبرز للقوات الهوسيتية المتطرفين أو التابوريت، خلال الجزء الأخير من الحروب الهوسيتية. لم يكن الخليفة المباشر ليان جيجكا كقائد للتابوريين، كما يُقال غالبًا، لكنه قاد قوات المتطرفين الهوسيت (التابوريت)، وحققوا انتصارات عظيمة على الألمان والكاثوليك في معركة أوستي ناد لابم عام 1426 ومعركة دوماجليتسه عام 1431. أدى الانتصار الساحق الذي ألحقه بالكاثوليك من الإمبراطورية الرومانية المقدسة في دوماجليتسه إلى مفاوضات سلام (1432) في خب بين الهوسيت وممثلي مجلس بازل.
كما قاد التابوريت خلال غزواتهم المتكررة إلى المجر وألمانيا، لا سيما في عام 1429 عندما غزا جيش بوهيمي هائل ساكسونيا وأراضي نورنبرغ. لكن التابوريت لم يحاولوا احتلال الأراضي الألمانية بشكل دائم، وفي 6 فبراير 1430 أبرم بروكوب معاهدة في كولمباخ مع فريدريك الأول ماركيز براندنبورغ، حاكم نورنبرغ، حيث تعهد التابوريت بمغادرة ألمانيا.
بعدها دخل البوهيميون التابوريت في مفاوضات مع سيغيسموند، الإمبراطور الروماني المقدس ومجلس بازل، وبعد مناقشات مطولة، قرروا إرسال سفارة إلى المجلس، وكان بروكوب الكبير أبرز أعضائها، ووصل إلى بازل في 4 يناير 1433. أثبتت المفاوضات هناك عدم جدواها مؤقتًا، عاد بروكوب مع المبعوثين الآخرين إلى بوهيميا، حيث اندلعت اضطرابات داخلية جديدة.
قادت قوات التابوريت تحت قيادة بروكوب العظيم حصار بلزن بين عامي 1433 و1434، التي كانت حينها في أيدي الكاثوليك. ومع ذلك، فقد تراجع الانضباط في المعسكر الهوسيتي بسبب الحرب الطويلة، وتمرد التابوريت المعسكرون أمام بلزن ضد بروكوب، مما دفعه للعودة إلى براغ.

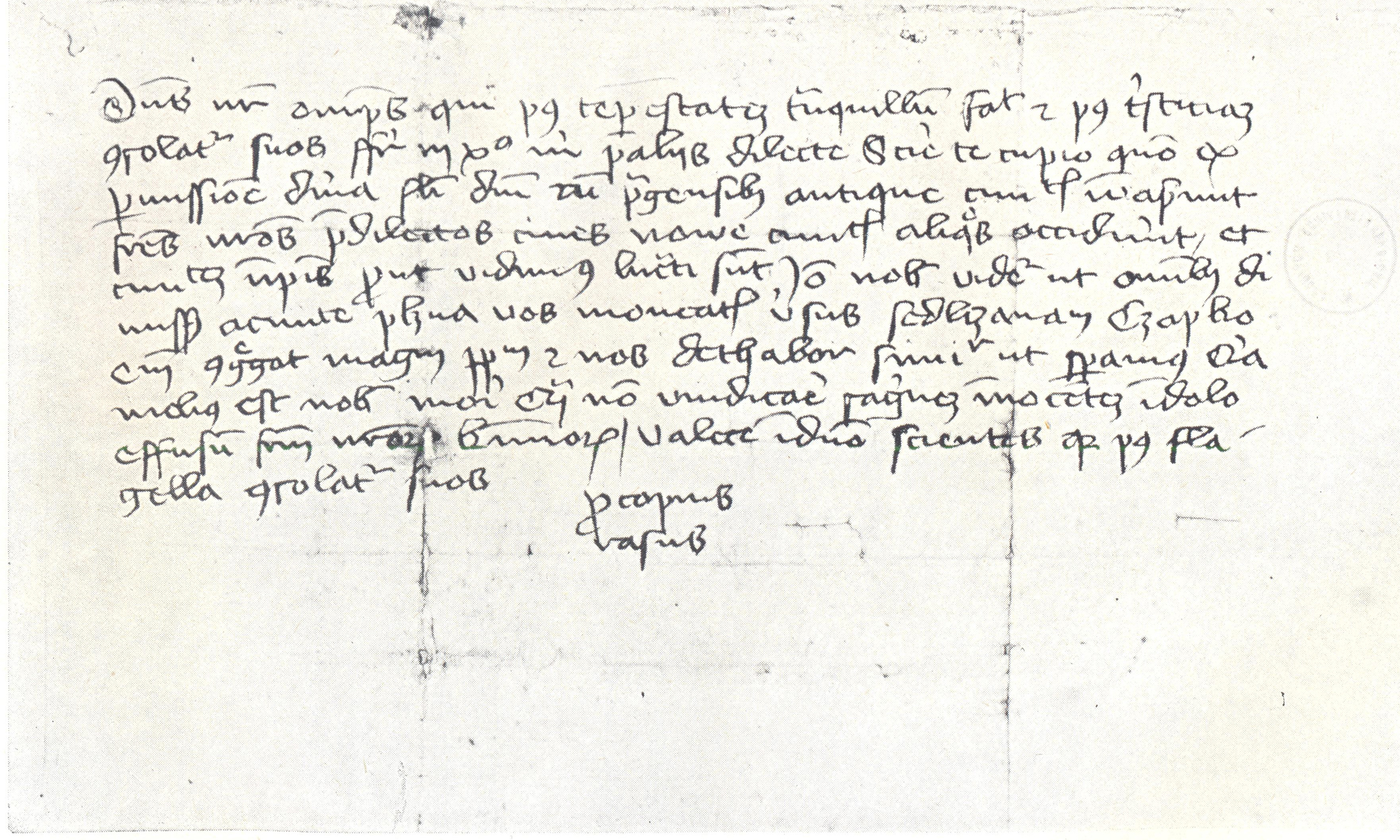
رسالة بتاريخ 6 مايو 1434 من بروكوب إلى المحاصرين لمدينة بلزن يبلغهم فيها بالاستيلاء على المدينة الجديدة، موقعة باسم بركوب المحلوق

ربما شجعت هذه الانقسامات بين رجال التابوريت النبلاء البوهيميين، والكاثوليك والأوتراكويين، على تشكيل تحالف لمعارضة التابوريت المتطرفين بقيادة بروكوب، والتي اكتسبت قوة كبيرة في المدن البوهيمية عبر انتصارات تابور. بدأ الصراع في براغ. بدعم من النبلاء، استولى سكان المدينة القديمة على المدينة الجديدة في براغ الأكثر تطرفا ومؤازرة لبركوب، والتي فشل بروكوب في الدفاع عنها. استدعى بروكوب لمساعدته بروكوب الأصغر، الذي خلفه في قيادة جيش الحصار أمام بلزن. انسحبوا معًا شرقًا من براغ، والتقت قواتهم، المعروفة باسم جيش المدن، مع جيش النبلاء بين كوريم وكولين في معركة ليباني (30 مايو 1434). هُزم التابوريت هزيمة ساحقة، وقُتل بروكوب العظيم والأصغر في المعركة.
تم تسمية الفوج الرابع من الفيلق التشيكوسلوفاكي باسمه في يوليو 1917.